# 7403 Choustník
7403 Choustník è un asteroide della fascia principale. Scoperto nel 1988, presenta un'orbita caratterizzata da un semiasse maggiore pari a 2,7213955 UA e da un'eccentricità di 0,2729053, inclinata di 8,57002° rispetto all'eclittica.